# Newton Manhães Bethlem
Newton Manhães Bethlem (Rio de Janeiro, 20 de agosto de 1916 – Rio de Janeiro, 27 de maio de 1998) foi um médico brasileiro.
Graduado pela Faculdade Nacional de Medicina da Universidade do Brasil em 1937. Foi eleito membro da Academia Nacional de Medicina em 1964, sucedendo Nilton Quadros Campos na Cadeira 59, que tem Nina Rodrigues como patrono.